# Țarat

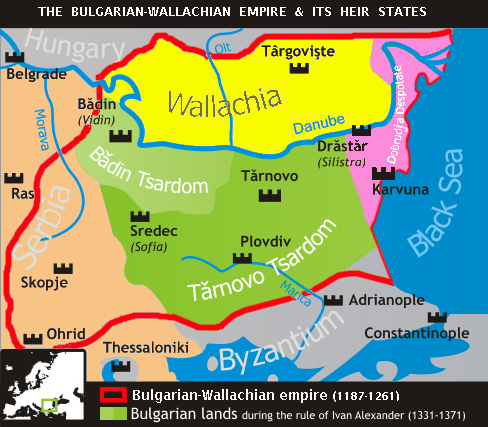
Ţaratul Vlaho-Bulgar

Țaratul este un denumirea unui stat care este condus de un țar. Numele de țarat se poate înlocui cu termenul imperiu.
Statele care aveau denumirea de țarat:
- Primul Țarat Bulgar;
- Regatul Bulgariei (Cunoscut și cu numele de Al treilea țarat bulgar);
- Țaratul Rusiei;
- Țaratul Sârb;
- Țaratul de Vidin;
- Țaratul Vlaho-Bulgar (Cunoscut și cu numele de Al doilea imperiu bulgar).